# Ciprofloxacin
Ciprofloxacin ist ein synthetisches Antibiotikum mit breitem Wirkspektrum aus der Gruppe der Fluorchinolone. Die Substanz wurde 1981 von dem Forschungschemiker Klaus Grohe für die Firma Bayer entwickelt und 1983 patentiert.
 Antibiotika dieser Gruppe hemmen die Gyrase von Bakterien und damit deren DNA-Replikation und Zellteilung. Sie verhindern dadurch die Zellteilung, und zwar vor allem von gramnegativen Keimen. Fluorchinolone haben weiterhin eine bakterizide Wirkung, deren Ursache bislang ungeklärt ist.
Wegen starker und oftmals langanhaltender oder permanenter Nebenwirkungen (insbesondere der sogenannten Fluoroquinolone-Associated Disability, FQAD) geriet das Medikament zunehmend in die Kritik.  Die FDA informierte 2008 und 2013 über neu beobachtete schwere Nebenwirkungen bei systemisch angewendeten Fluorchinolonen und ordnete entsprechende Maßnahmen an. 2015 hat sie nach ärztlichen Meldeberichten das Nutzen-Risiko-Verhältnis von Cipro-, Levo-, Moxi- und Ofloxacin neu bewertet und 2016 die Anwendung deutlich eingeschränkt. Auch in EU-Ländern wurden mehrmals Warnhinweise und Anwendungsbeschränkungen für Fluorchinolone verfügt. Die Europäische Arzneimittelagentur hat die schwerwiegenden, potentiell dauerhaften und die Lebensqualität beeinträchtigenden Nebenwirkungen zuletzt 2018 neu bewertet und Anwendungseinschränkungen empfohlen. Das Bundesinstitut für Arzneimittel und Medizinprodukte hat daraufhin am 8. April 2019 in einem umfassenden Bescheid die Indikationen für Fluorchinolone weiter eingeschränkt und eine weitere Aktualisierung der Gebrauchs- und Fachinformationen angeordnet, um auf möglicherweise irreversible Nebenwirkungen hinzuweisen. Ärzte wurden über einen Rote-Hand-Brief am 8. April 2019 informiert, Fluorchinolone bei einfachen Infektionen nicht mehr einzusetzen.

## Wirkungsspektrum
Das Wirkspektrum umfasst neben Enterobakterien weitere gramnegative Erreger wie Haemophilus- und Salmonella-Species und Pseudomonaden (Problemkeim Pseudomonas aeruginosa). Ciprofloxacin eignet sich somit gegen bakterielle Erreger einer infektiösen Darmerkrankung. Bei komplizierten Harnwegsinfektionen, die auch von Darmbakterien oder unter Umständen von Pseudomonaden ausgelöst werden, gilt es als Reserveantibiotikum. Weitere Anwendungsgebiete sind Infektionen der Vorsteherdrüse, der Gallenwege, der Atemwege, der Bauchhöhle (Peritonitis) und viele andere Infektionskrankheiten bei Nachweis eines entsprechend empfindlichen Erregers; auf diesen Nachweis kann z. B. bei Infekten des äußeren Gehörgangs verzichtet werden. Ciprofloxacin ist auch zur Prophylaxe und Heilbehandlung nach Inhalation von Milzbranderregern zugelassen.
Ciprofloxacin kann wie andere moderne Chinolone neben Makroliden und Rifampicin zur Behandlung der Pneumonie durch Legionellen eingesetzt werden.
Ciprofloxacin hemmt E. Coli-Topoisomerasen ab einer Konzentration von 0,012 mg/l. Dies ist die minimale Hemmkonzentration (MHK). Sie verursacht bei E. Coli zwar reversible, aber nachweisliche DNA-Schäden. Die MHK anderer Spezies beträgt: Enterobacter cloacae 0,03–1 mg/l, Proteus mirabilis 0,03–0,5 mg/l, Pseudomonas aeruginosa 0,25–8 mg/l, Klebsiella spp. 0,06–1 mg/l, Streptococcus spp. 0,5–4 mg/l, Bacteroides spp. 8 mg/l, Enterococcus faecalis 0,5–64 mg/l und Staphylococcus aureus 0,46–2 mg/l.
Ciprofloxacin wirkt weiterhin zytotoxisch und  zytostatisch auf menschliches Gewebe: Nekrose von Knorpelzellen wurde ab 1 mg/l beobachtet, DNA-Fragmentierung und Apoptose von T-Zellen ab 2,5 mg/l, Mitochondrienschäden und Apoptose von Sehnenzellen ab 3 mg/l, Proliferationshemmung von Fibroblasten ab 5 mg/l, Schädigung der mitochondrialen DNA (mtDNA) und Wachstumshemmung ab 20 mg/l, und Unterbrechung des Zellzyklus, Genommutation sowie Verlust der mtDNA ab 25 mg/l. Die zytotoxische und zytostatische Wirkung von Ciprofloxacin ist für eine mögliche Anwendung in der Chemotherapie zur Behandlung von Krebszellen von Interesse. Im umu-Test zeigte Ciprofloxacin jedoch eine deutlich stärkere genotoxische Wirkung als die Chemotherapeutika Etoposid, Doxorubicin, Cisplatin, Fluorouracil, Dacarbazin, Bleomycin und Mitomycin C (siehe auch Genotoxisches Potential).

## Anwendung
Die Anwendung und damit auch Dosierung von Ciprofloxacin ist abhängig von der zu behandelnden Infektionserkrankung. Allgemein wird
Ciprofloxacin zweimal täglich verabreicht, vorzugsweise peroral  (p.o.), alternativ auch intravenös. Zur Therapie der Gonorrhoe (Tripper) ist schon eine einmalige Gabe von 500 mg Ciprofloxacin p.o. in Tablettenform ausreichend. Es sind auch Zubereitungen für eine örtliche Anwendung als Ohren- und Augentropfen erhältlich.
Bei normaler Anwendung (500 mg Einzeldosis bei einer 70 kg schweren Person) beträgt die Konzentration 3 mg/l in Serum/Muskeln, 6–9 mg/l in Prostata/Darm, 18–21 mg/l in Granulozyten, 6–30 mg/l in der Lunge und 15–30 mg/l in der Galle. Die maximale Serumkonzentration von Ciprofloxacin wird eine Stunde nach Einnahme erreicht. Die Halbwertszeit beträgt 4 Stunden. Ciprofloxacin wird zu 40–50 % unverändert über den Urin ausgeschieden und zu 25–40 % metabolisiert. Von den identifizierten Metaboliten wirken einige schwächer und andere stärker als das ursprüngliche Ciprofloxacin.
Bei Infektionen, die sich unbehandelt bessern oder nicht schwerwiegend sind, wird empfohlen, Fluorchinolone nicht mehr anzuwenden. Hierzu zählen Infekte des Halses, abakterielle (chronische) Prostatitis, Bronchitis, Sinusitis, Prophylaxe der Reisediarrhoe sowie wiederkehrende Infektionen der unteren Harnwege (Harnwegsinfekte, die nicht über die Blase hinausgehen). Zur Behandlung leichter oder mittelschwerer bakterieller Infektionen sollen sie nur angewendet werden, falls andere üblicherweise für diese Infektionen empfohlene Antibiotika nicht verwendet werden können. Es ist wichtig, dass Fluorchinolone generell bei Patienten, die zuvor schwerwiegende Nebenwirkungen mit einem Fluorchinolon- oder Chinolon-Antibiotikum hatten, vermieden werden sollten. Sie sollten bei älteren Patienten, Patienten mit Nierenerkrankungen und Patienten, die sich einer Organtransplantation unterzogen haben, mit besonderer Vorsicht angewendet werden, da bei diesen Patienten ein höheres Risiko für eine Sehnenverletzung besteht.

## Nebenwirkungen
Häufigste Nebenwirkungen (jedoch unter 10 %) sind Übelkeit, Durchfall und Hautausschläge. Nach prophylaktischer Gabe einer Einzeldosis Ciprofloxacin an 1.390 Schüler wurde eine Nebenwirkungshäufigkeit von 44 % beobachtet, wobei es am häufigsten zu Störungen des Nervensystems kam. Akute Leberschäden treten mit einer Häufigkeit von 1:154 auf. Das Risiko für Sehnenschäden beträgt bei Ciprofloxacin 1:227. In einer Gruppe von 65-jährigen und älteren Patienten erlitten nach der Einnahme von Fluorchinolonen 2,1 % einen Sehnenriss, 1,1 % ein Aortenaneurysma und 0,2 % eine Netzhautablösung. Nebenwirkungen können um Tage bis Wochen verzögert auftreten und langfristig an Intensität zunehmen. Die Nebenwirkungen halten im Durchschnitt 14 Monate bis 9 Jahre an und äußern sich häufig als Konstellation verschiedener Symptome (Erschöpfung, Konzentrationsprobleme, Neuropathien, Tendinopathien und mehr).
Schwerwiegende Nebenwirkungen von Fluorchinolonen sind nicht effektiv behandelbar, daher führen sie in 29,3 % der Fälle zu einer körperlichen Behinderung. Im Vergleich zu anderen gängigen Antibiotika sind Fluorchinolone für die meisten dauerhaften Behinderungen verantwortlich. Der FDA wurden für Fluorchinolone bis 2016 insgesamt 210.705 Verdachtsfälle auf Nebenwirkungen sowie 2.991 Todesfälle gemeldet. Für Ciprofloxacin wurden davon bei 22.488 Patienten insgesamt 100.865 Verdachtsfälle auf Nebenwirkungen und  2.072 Todesfälle gemeldet. Aufgrund der geringen Melderate von 1–10 % wird in den USA die Dunkelziffer an fluorchinolonassoziierten Nebenwirkungen auf 2–21 Millionen sowie die Dunkelziffer an Todesfällen auf 29.000 bis über 299.000 geschätzt. Todesfälle sind bereits ab der ersten Tagesdosis möglich.
Ciprofloxacin kann aufgrund seiner Chondrotoxizität Knorpelschäden bei Kindern und Erwachsenen verursachen. Fluorchinolone haben im Tierversuch bei jungen Hunden Störungen des Knorpelwachstums verursacht, deshalb sollen sie nicht in der Schwangerschaft, Stillzeit und nicht bei Kindern eingesetzt werden. Davon abweichend ist Ciprofloxacin aufgrund seiner Wirksamkeit gegen Pseudomonas jedoch zur Behandlung von Kindern und Jugendlichen (5–17 Jahre) mit akuten, durch P. aeruginosa verursachten Infektionsschüben einer zystischen Fibrose zugelassen. Weitere Nebenwirkungen sind Neurotoxizität, Lebertoxizität und allergische Reaktionen, auch das Red man syndrome wurde beschrieben. Des Weiteren gibt es mehrere Studien, die den Nachweis erbrachten, dass Ciprofloxacin die Krampfschwelle senken kann: Ein Einsatz bei Patienten mit Anfallsleiden sollte daher nur unter strenger Indikationsstellung erfolgen.
2015 wurde in einer Studie gezeigt, dass Fluorchinolone durch Eisen-Chelation der α-Ketoglutarat-abhängigen Dioxygenase den Cofaktor Eisen entziehen. Das könnte die Kollagenreifung stören sowie epigenetische Veränderungen auslösen. Die Autoren schlagen das als eine Ursache für die Fluorchinolon-induzierten Nierenschäden und Tendopathien (Sehnenschädigungen) vor.

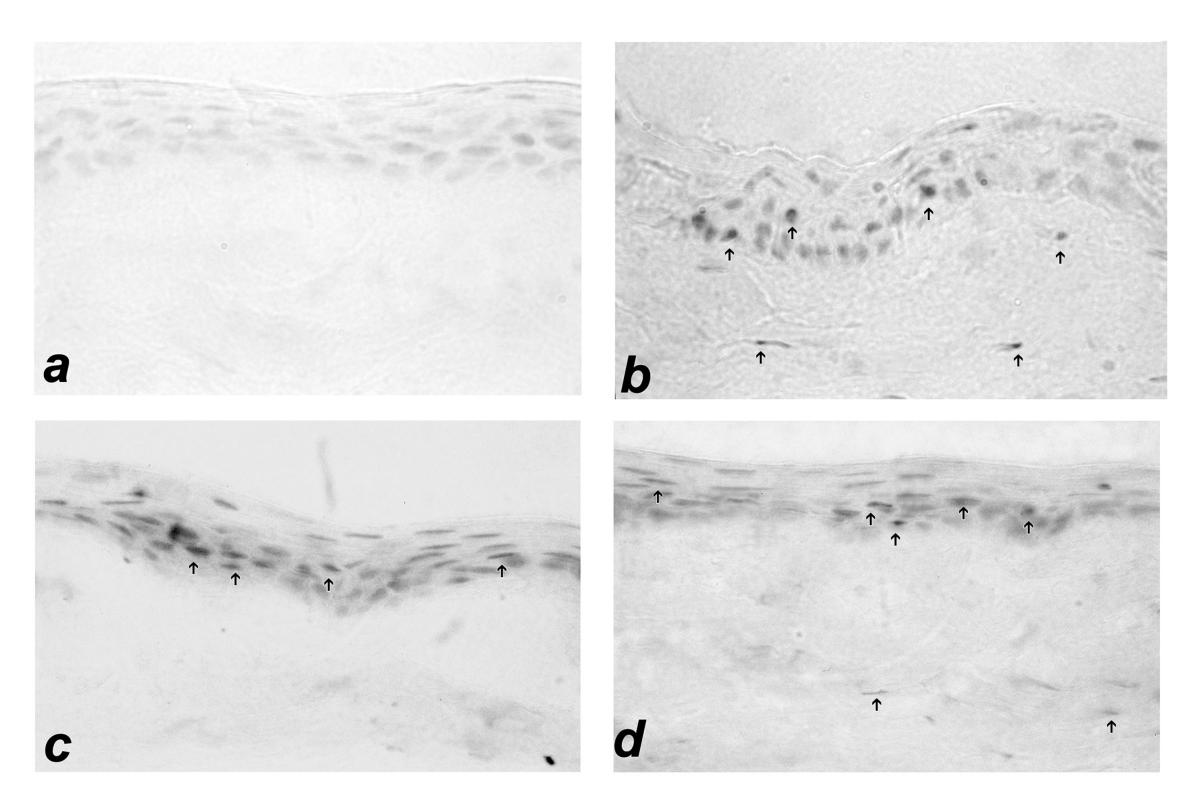
Induktion von Matrix-Metalloproteinase 1 in der Hornhaut von Ratten via künstlicher Verletzungen (a), Ciprofloxacin (b), Ofloxacin (c) und Levofloxacin (d).

Es können Schmerzen, Schwellungen, Risse und Entzündungen der Sehnen aufkommen, einschließlich der Rückseite des Knöchels (auch Schulter-, Hand- oder andere Sehnensysteme). Dies gilt für Menschen aller Altersgruppen, die Fluorchinolon-Antibiotika einschließlich Ciprofloxacin einnehmen. Der häufigste Bereich der Schmerzen und Schwellungen ist die Achillessehne. Sehnenrupturen können während oder auch noch mehrere Monate nach der Einnahme von Ciprofloxacin erfolgen. Das Risiko von Sehnen-Schäden ist bei Patienten über 60 Jahren höher, vor allem bei Einnahme von Steroiden (Kortikosteroide) oder nach Nieren-, Herz- oder Lungentransplantation. Sehnenschwellungen (Tendinitis) und -risse (Bruch) wurden auch bei Patienten, die Fluorchinolone einnahmen, aber keine der übrigen v.g. Risikofaktoren aufwiesen, festgestellt. Nach einer Feststellung besagter Folgen sollen Bewegungen vermieden werden. Erklärt wird die Nebenwirkung mit einer erhöhten Wirksamkeit von Matrix-Metalloproteinasen, die die Festigkeit der Sehnen herabsetzen können.
Vor den teilweise irreversiblen schwerwiegenden Nebenwirkungen wird in den USA auf dem Beipackzettel des Antibiotikums mittels einer Black-Box-Warnung gewarnt. In der Warnung wird auch darauf hingewiesen, dass das Mittel nicht erste Wahl sein sollte bei akuten Exazerbationen der chronischen Bronchitis, bei akuten unkomplizierten Blasenentzündungen und akuten Sinusitiden.
Selten sind psychotische Störungen mit Suizidtendenz. Auf Pharmakovigilanz-Erhebungen der WHO beruhende Studienergebnisse legen jedoch nahe, dass Fluorchinolone mit einem signifikant erhöhten Risiko für Suizidalität und vollendeten Suizid assoziiert sind. Entsprechende Fälle nahmen seit 2008 deutlich zu und wurden am häufigsten nach der Einnahme von Ciprofloxacin beobachtet. Laut Bekanntmachung der Arzneimittelkommission der deutschen Ärzteschaft ist eine hohe Dunkelziffer vollendeter Suizide nach Fluorchinolonanwendung anzunehmen.
Ferner wurde ein erhöhtes Risiko für das Auftreten von Aortenaneurysmen und -dissektionen festgestellt. In Deutschland ordnete das
Bundesinstitut für Arzneimittel und Medizinprodukte im Oktober 2018 für alle systemisch und inhalativ angewendete Fluorchinolone, inklusive Ciprofloxacin, eine entsprechende Information in den Produktinformationstexten an.
Aufgrund von Störungen des Blutzuckerspiegels, einschließlich Hypoglykämie und Hyperglykämie, durch Fluorchinolone ordnete das Bundesinstitut für Arzneimittel und Medizinprodukte im Februar 2019 eine weitere Aktualisierung der Produktinformationstexte für Ciprofloxacin (für die systemische Anwendung) an. Bei Diabetikern kann Ciprofloxacin schon nach einer Einzeldosis lebensbedrohliche Hypoglykämien auslösen. Auch bei Nicht-Diabetikern kann es unter Ciprofloxacin zu Dysglykämien kommen. Mögliche Komplikationen Fluorchinolon-induzierter Blutzuckerstörungen bestehen in zentralnervösen Effekten (Krampfanfall, Koma) mit dauerhaften neurologischen Defiziten. Der Pathomechanismus ist mit erhöhten zytosolischen Calciumkonzentrationen und Beeinträchtigungen der Mitochondrienfunktion in pankreatischen Betazellen assoziiert. Fluorchinolone stehen im Verdacht, für eine Zunahme des Typ-2-Diabetes in den USA verantwortlich zu sein.

## Wechselwirkungen
Patienten mit Herzrhythmusstörungen oder Krampfanfällen in der Vorgeschichte sollten coffeinhaltige Lebens- (z. B.: Kaffee, Cola, schwarzen Tee, grünen Tee) und Arzneimittel (häufig Schmerzmittelkombination, Erkältungsmittel) meiden. Der Abbau von Coffein wird durch Cytochrom P450 (Isoenzym 1A2) katalysiert. Einige Gyrasehemmer greifen in den Coffeinmetabolismus ein und blockieren das Cytochrom P450, wodurch der Hauptabbauweg der N-Demethylierung zum Paraxanthin betroffen ist. Dadurch kommt es zu einer Wirkungsverstärkung des Coffeins. Eine vergleichbare Wechselwirkung tritt mit dem strukturähnlichen Methylxantin Theophyllin auf.
Ciprofloxacin hemmt auch das Cytochrom P450 3A4. Dieses Isoenzym metabolisiert 50 % der gängigen Arzneimittel und zählt somit zu den wichtigsten Vertretern der CYP-Familie. Eine Hemmung von CYP3A4 beeinträchtigt gleichzeitig die Entgiftungskapazität der PGP-Pumpe.
Ciprofloxacin darf nicht zusammen mit Quetiapin eingenommen werden, da der Abbau vom Quetiapin deutlich verlangsamt werden kann.
Ciprofloxacin darf nicht zusammen mit Lebens- oder Arzneimitteln, die über einen (hohen) Anteil mehrfach geladener Metallionen verfügen, eingenommen werden (nicht zusammen z. B. mit Milch oder Milchprodukten (Ca2+) oder Antazida (z. B. Mg2+)), da es hier im Rahmen einer Komplexbildung zwischen Metallionen und Wirkstoff zu einer relevanten Abschwächung der Wirkung desselben kommt.
Da Ciprofloxacin zu den Fluorchinolonen gehört, könnte es, wie andere Antibiotika dieser Gruppe, die Wirksamkeit hormoneller Kontrazeptiva herabsetzen. Für den speziellen Fall von Ciprofloxacin hat sich ein solcher Verdacht jedoch bisher nicht bestätigt. In der aktuellen Packungsbeilage von Ciprofloxacin (Stand 2006) wird eine Wechselwirkung zwischen diesem Antibiotikum und hormonellen Kontrazeptiva nicht erwähnt. Mindestens zwei klinische Studien belegen, dass Ciprofloxacin die Wirksamkeit der Antibabypille nicht beeinträchtigt. Die Nicht-Beeinträchtigung hormoneller Kontrazeptiva war auch der Grund, dass Ciprofloxacin statt Rifampicin an 4253 Student(inn)en der Universität Oxford ausgegeben wurde, um die Ausbreitung einer Meningokokken-Meningitis zu verhindern.
Grapefruits und deren Saft können die Bioverfügbarkeit, also die Wirksamkeit von Ciprofloxacin, signifikant verringern (siehe hierzu den Artikel Grapefruit, Abschnitt „Wechselwirkung mit Arzneimitteln“). Auch ein zeitlicher Abstand zwischen der Einnahme von Ciprofloxacin und dem Genuss von Grapefruit(saft) im Tagesverlauf verhindert diese Wechselwirkung nicht, da der Abbau der hierfür verantwortlichen Inhaltsstoffe der Grapefruit mehrere Tage dauert.
Ciprofloxacin kann mit einer Schilddrüsenhormon-Ersatztherapie wechselwirken und die Wirkung von Levothyroxin beeinträchtigen.

## Genotoxisches Potential
In prokaryotischen Testsystemen hat sich Ciprofloxacin als stark genotoxisch und hoch mutagen erwiesen. In humanspezifischen Testsystemen induziert Ciprofloxacin Chromosomenaberrationen und Aneuploidie. Die hierbei untersuchten Konzentrationen (5 – 25 µg/ml) entsprechen therapeutischen Gewebespiegeln. Im Mausmodell führte Ciprofloxacin bei einer dem humantherapeutischen Dosisbereich vergleichbaren Exposition zu Erbgutschäden. Neben der nukleären DNA kann auch die mitochondriale DNA geschädigt werden. Die Einnahme von Ciprofloxacin erhöht möglicherweise das Hautkrebsrisiko. Klinische Beobachtungen legen nahe, dass Ciprofloxacin speziell bei langfristiger Behandlung immunsupprimierter Patienten hochaggressive, metastasierende und rezidivierende Plattenepithelkarzinome induzieren kann.

## Anwendung in der Schwangerschaft/Stillzeit
Ciprofloxacin verfügt über reproduktionstoxisches Potential: in vivo kam es bei therapeutisch relevanten Dosierungen zu embryotoxischen (u. a. Früh-, Fehl- und Totgeburten, Fehlbildungen, Organschäden) und die Fortpflanzungsfähigkeit beeinträchtigenden Effekten (u. a. hormonelle Störungen, Störungen der Spermatogenese, ultrastrukturelle Spermienschäden, Hodenatrophie). So wurden u. a. DNA Schäden der Spermien nachgewiesen, welche reduzierte Fruchtbarkeit und embryonale Missbildungen im Mausmodell zur Folge hatten. In begrenzten Untersuchungen an exponierten Schwangeren wurden Totgeburten beobachtet. Laut Fachinformation (Stand 01/2019) zeigen verfügbare Daten zur Anwendung von Ciprofloxacin bei schwangeren Frauen keine Hinweise auf Fehlbildungen oder fötale/neonatale Toxizität. Zudem liegen laut Fachinformation keine tierexperimentellen Hinweise auf Reproduktionstoxizität vor. Es wird darauf hingewiesen, dass Ciprofloxacin in die Muttermilch übergeht und in der Schwangerschaft und während der Stillzeit wegen möglicher gelenkschädigender Wirkungen nicht eingenommen werden sollte. Laut Zulassungsdaten der Europäischen Arzneimittel-Agentur sind auch andere schwere embryotoxische Effekte möglich.

## Handelsnamen
Monopräparate
Agyr (A), Ciloxan (D, A, CH), Ciprobay (D), Ciproxin (A, CH), InfectoCipro (D), Keciflox (D), Otanol (A), Panotile Cipro (D), Quinox (T) zahlreiche Generika (D, A, CH)
Kombinationspräparate
Ciproxin HC (CH)

## Weiterführende Literatur
- P. C. Scholten, R. M. Droppert u. a.: No interaction between ciprofloxacin and an oral contraceptive. In: Antimicrobial agents and chemotherapy. Band 42, Nummer 12, Dezember 1998, S. 3266–3268, PMID 9835524. PMC 106032 (freier Volltext).
- R. Davis, A. Markham, J. A. Balfour: Ciprofloxacin. An updated review of its pharmacology, therapeutic efficacy and tolerability. In: Drugs. Band 51, Nummer 6, Juni 1996, S. 1019–1074, PMID 8736621.
- Anu Hangas, Koit Aasumets, Nina J Kekäläinen, Mika Paloheinä, Jaakko L Pohjoismäki, Joachim M Gerhold, Steffi Goffart: Ciprofloxacin impairs mitochondrial DNA replication initiation through inhibition of Topoisomerase 2. In: Nucleic Acids Research. 46, 2018, S. 9625–9636, doi:10.1093/nar/gky793.